# Akira Kanayama
Akira Kanayama (金山 明, Kanayama Akira) est un peintre japonais du XXe siècle, né en 1924 à Osaka.

## Biographie
Abstrait-lyrique, Kanayama Akira fait partie du groupe Gutai après celui du groupe Zero qui expose au Salon Shinseisaku. En 1955, ces peintres sont invités par Jirō Yoshihara à se joindre au groupe Gutai, créé en 1954, dans le but d'ouvrir l'art japonais à toutes les formes d'expression possibles, à tous les matériaux, toutes les attitudes, aussi bien dans des manifestations en plein air que dans des lieux institutionnels et des galeries d'art. La venue à Tokyo et l'influence du critique Michel Tapié contribue au rayonnement du groupe en Europe et aux États-Unis ; toutefois il en tempère les excès démonstratifs et en oriente l'activité sur la peinture abstraite, dont il est alors un des principaux défenseurs. Il participe aux très nombreuses expositions collectives du groupe, dans le Kansai à Tokyo. En 1965, le groupe expose à la galerie Stadler à Paris, patronné par le critique Michel Tapié. En 1988, il figure dans l'exposition L'Art moderne à Marseille. La collection du Musée Cantini. Il pratique une sorte de calligraphie totalement gestuelle, qui n'est pas sans attaches avec la tradition scripturale japonaise.

## Musées
- Marseille (Musée Cantini) : Peinture 1964.